# Metasia afrarcha
Metasia afrarcha là một loài bướm đêm trong họ Crambidae.